# Максбасс (Північна Дакота)
Максбасс (англ. Maxbass) — місто (англ. city) в США, в окрузі Боттіно штату Північна Дакота. Населення — 89 осіб (2020).

## Географія
Максбасс розташований за координатами 48°43′21″ пн. ш. 101°8′32″ зх. д. / 48.72250° пн. ш. 101.14222° зх. д. (48.722421, -101.142354).  За даними Бюро перепису населення США в 2010 році місто мало площу 0,43 км², уся площа — суходіл.

## Демографія
Згідно з переписом 2010 року, у місті мешкали 84 особи в 43 домогосподарствах у складі 20 родин. Густота населення становила 196 осіб/км².  Було 61 помешкання (142/км²).
Расовий склад населення:
| - 89,3 % — білих - 1,2 % — корінних американців - 1,2 % — осіб інших рас |

До двох чи більше рас належало 8,3 %. Частка іспаномовних становила 1,2 % від усіх жителів.
За віковим діапазоном населення розподілялося таким чином: 20,2 % — особи молодші 18 років, 64,3 % — особи у віці 18—64 років, 15,5 % — особи у віці 65 років та старші. Медіана віку мешканця становила 41,0 року. На 100 осіб жіночої статі у місті припадало 147,1 чоловіків;  на 100 жінок у віці від 18 років та старших — 148,1 чоловіків також старших 18 років.
За межею бідності перебувало 59,6 % осіб, у тому числі 95,0 % дітей у віці до 18 років та 9,1 % осіб у віці 65 років та старших.
Цивільне працевлаштоване населення становило 36 осіб. Основні галузі зайнятості: мистецтво, розваги та відпочинок — 30,6 %, будівництво — 27,8 %, сільське господарство, лісництво, риболовля — 13,9 %, освіта, охорона здоров'я та соціальна допомога — 8,3 %.